# Andrena coactipostica
Andrena coactipostica är en biart som beskrevs av Henry Lorenz Viereck 1917. Andrena coactipostica ingår i släktet sandbin, och familjen grävbin. Inga underarter finns listade i Catalogue of Life.